# Rubens Peale

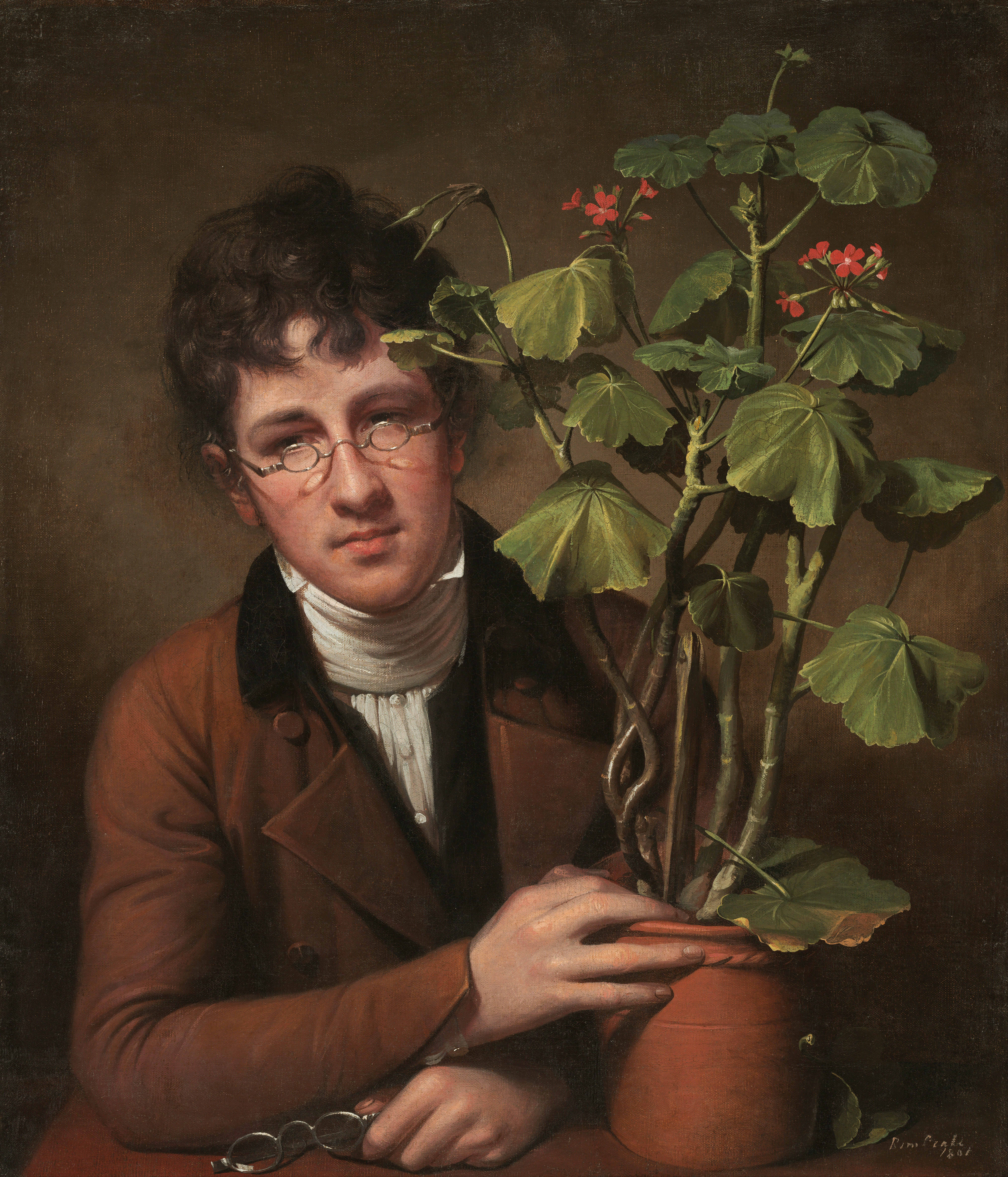
Rubens Peale met een geranium (1801) door Rembrandt Peale

Rubens Peale (Philadelphia, 4 mei 1784 – aldaar, 17 juli 1865) was een Amerikaanse kunstschilder en museumdirecteur.

## Levensloop
Rubens Peale was de vierde van zes kinderen. Zijn vader, Charles Peale, noemde zijn zoon naar de 17de-eeuwse schilder Peter Paul Rubens. Charles leerde al zijn (naar beroemde schilders vernoemde) kinderen, waaronder Raphaelle Peale, Rembrandt Peale en Titian Peale, de kunst van het schilderen.
Rubens had slechte ogen en anders dan zijn broers beoogde hij geen carrière als kunstenaar.
Tussen 1810 en 1821 was hij directeur van het door zijn vader opgerichte museum in Philadelphia en daarna (1814) samen met zijn broer Rembrandt van het museum in Baltimore, dat later het Peale Museum zou gaan heten. Dit museum sloot zijn deuren in 1997. In 1825 opende hij zijn eigen museum in New York, dat in 1837 bankroet zou gaan. Nadien legde Rubens zich weer toe op het schilderen van met name stillevens.

## Werken (selectie)

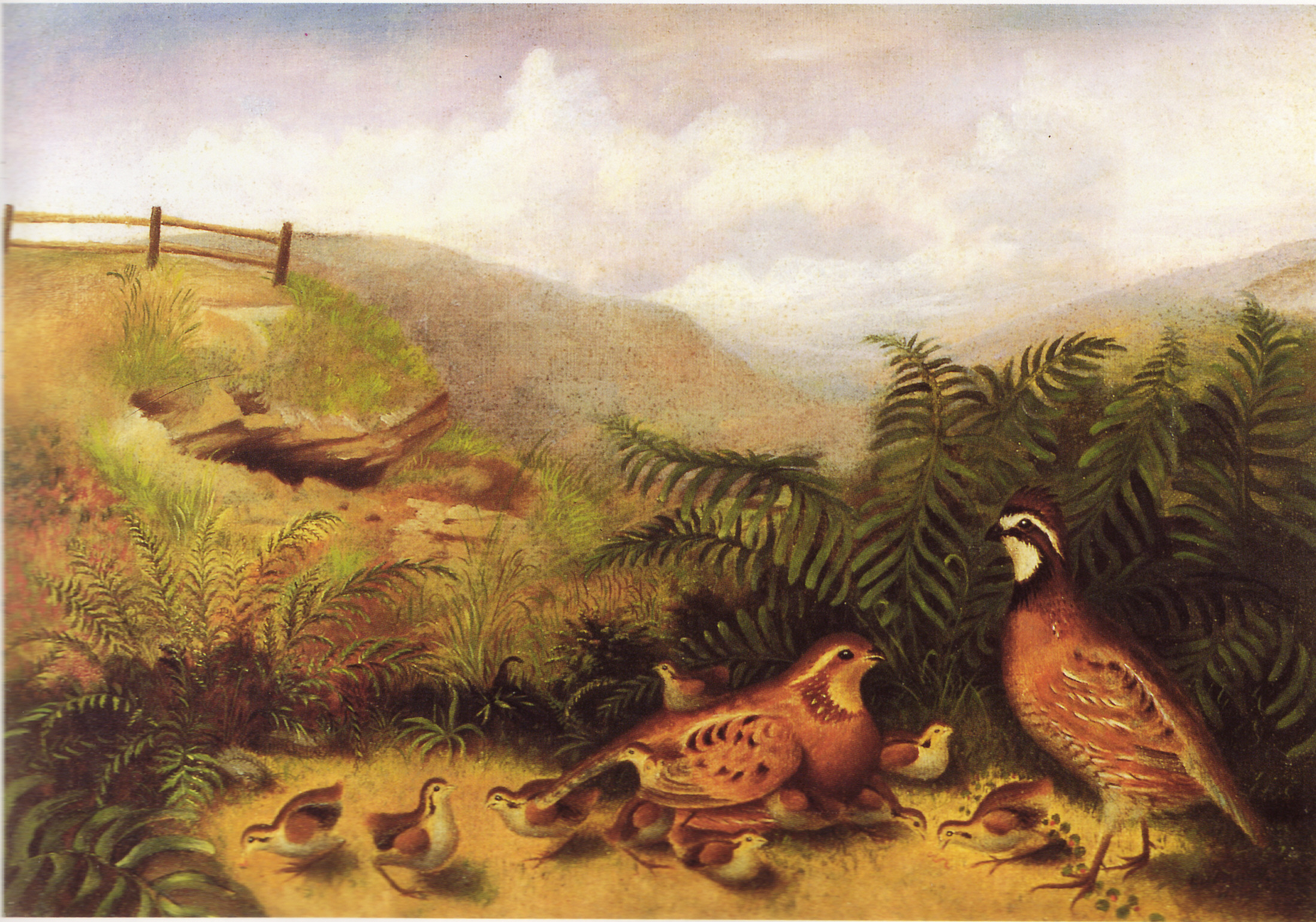
Landschap met kwartel en kippen (datum onbekend)
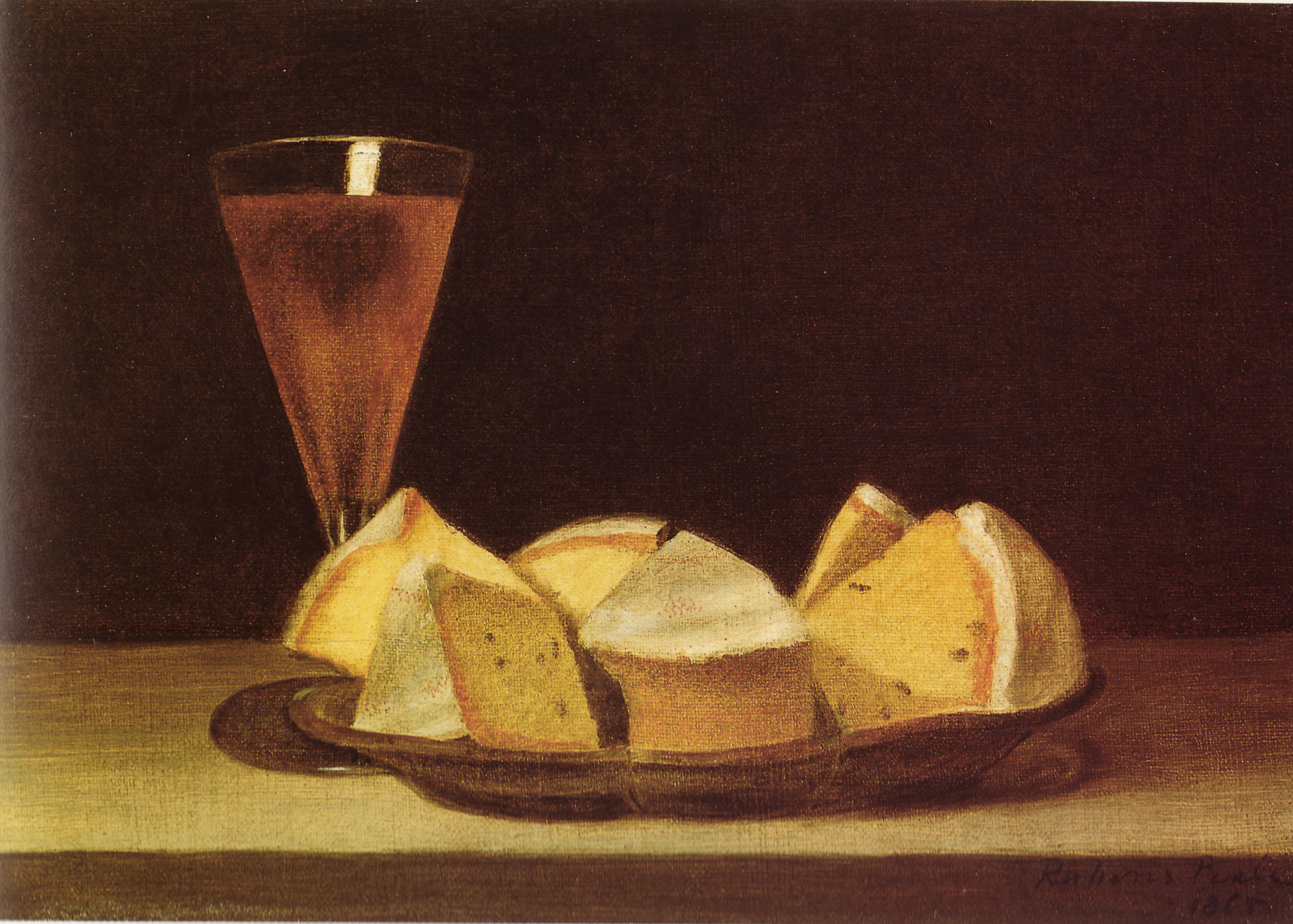
Cake en wijnglas (1865)
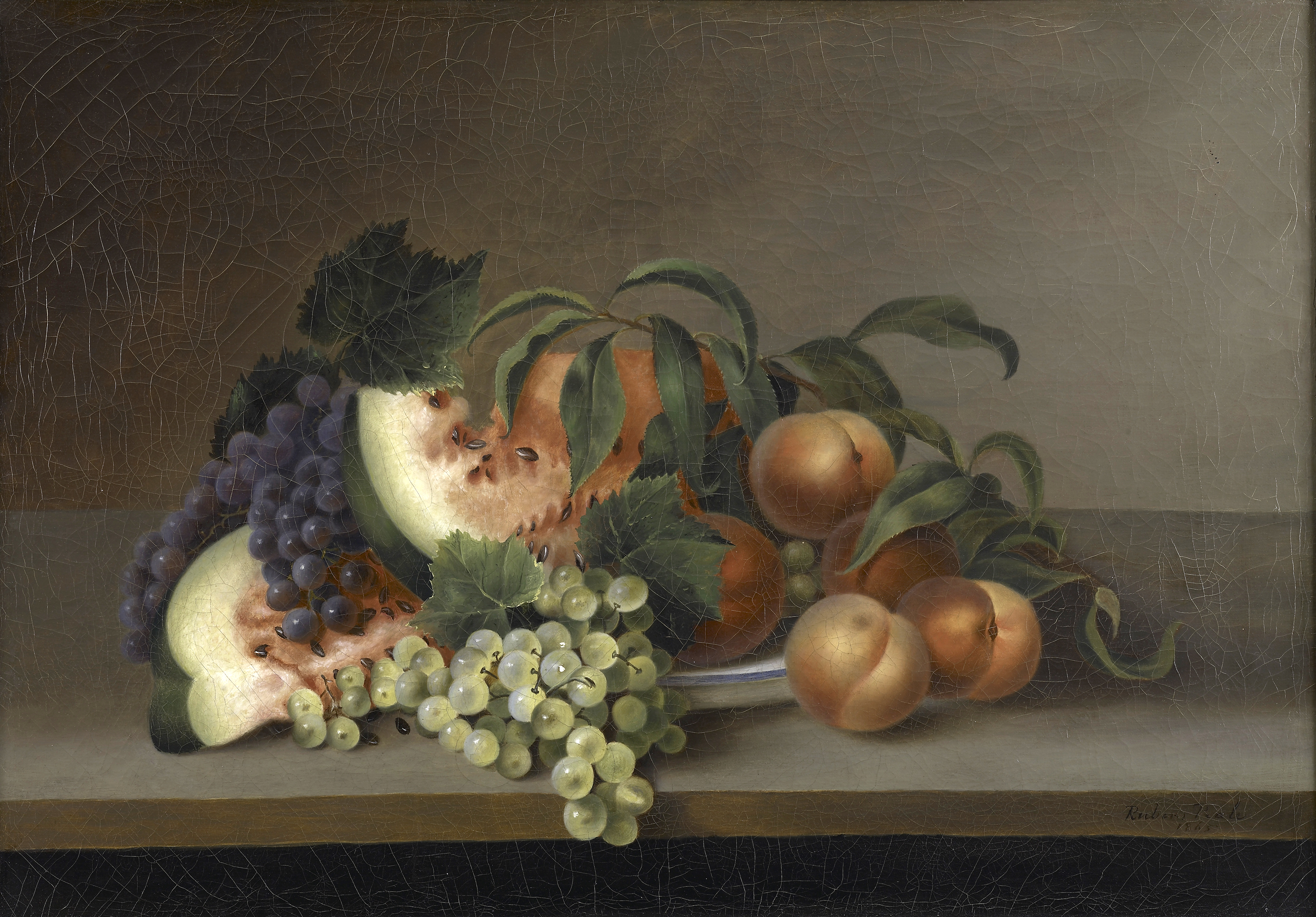
Stilleven met watermeloen (1865)

- Gemeinsame Normdatei: 129794198
- International Standard Name Identifier: 0000 0000 6679 7316
- Library of Congress Control Number: nr95030542
- RKD-Nederlands Instituut voor Kunstgeschiedenis: 62244
- SNAC: w6x06rh9
- Union List of Artist Names: 500010639
- Virtual International Authority File: 1101074
- WorldCat: E39PBJbGVcQc83FKKdggXY3hHC